# Ana Victoria
Ana Victoria Boccadoro Miguel (Los Ángeles, 8 de diciembre de 1983), conocida simplemente como Ana Victoria, es una cantante, compositora, productora, bloguera y empresaria mexicoestadounidense, hija de los cantantes argentinos Amanda Miguel y Diego Verdaguer.
En toda su carrera ha lanzado 4 álbumes de estudio y 15 sencillos, los cuales han sonado en más de 50 ciudades a nivel nacional. Más de 50,000 personas han acudido a sus conciertos, y sus videos han sido vistos más de 150 millones de veces.

## Biografía

### Inicios artísticos
Ana Victoria comenzó a desarrollar su carrera desde los 13 años, como corista en los conciertos de su padre, Diego Verdaguer.
A los 16 años, comenzó a trabajar con el puertorriqueño Ángelo Medina, representante artístico de artistas como Ricky Martin y Maná. En unos cuantos meses, empresarios de la industria como Tommy Mottola se interesaron por contratarla. Finalmente, fue Antonio L.A. Reid (actual director general de Epic Records) quien en 2002, dio a Ana Victoria su primer contrato discográfico, bajo el sello Arista Records, subsidiaria de BMG.
Grabó en Nueva York su primera producción completamente en inglés, titulada Love is all. El lanzamiento estaba programado para finales de 2003 con prioridad internacional en la empresa al lado de artistas como Avril Lavigne, Pink, Adema y Whitney Houston. Sin embargo, la coalición entre BMG y Sony Music, provocó que se cancelaran los lanzamientos de Arista Records, y Ana Victoria perdiera los derechos de Love is all.
A pesar de que Ana Victoria fue contactada por otras compañías discográficas, decidió tomar el camino independiente y desarrollar un nuevo disco para el mercado latino.

### Readyy su debut en la industria musical
Ana Victoria debutó en 2007 como cantante, productora y compositora del álbum Ready, que coprodujo junto al australiano Rob Meister. Fue un lanzamiento bajo su propio sello familiar Diam Music, con la distribución de Warner Music Group. De este disco se desprendieron los sencillos Siempre pude ver, PD te amo y La sombra de este amor, posicionando a Ana Victoria como la artista femenina independiente más importante de la escena musical latina. El videoclip de Siempre pude ver ganó el Premio a la Excelencia en los Accolade Awards.
Durante 2008, realizó una gira de universidades en toda la República Mexicana, que al mismo tiempo fue su primer alianza comercial, con la marca californiana K-Swiss.
En diciembre de 2008, ofreció su primer concierto en el Lunario del Auditorio Nacional, en el cual tuvo como invitados a David Cavazos y Fato. Este concierto fue lanzado al mercado en 2009 como un CD+DVD titulado Ana Victoria En Vivo.
En 2009, Raúl Aldana, Director Creativo de Disney Character Voices, la seleccionó para interpretar el tema en español de la película animada de Walt Disney Pictures, Tinker Bell. La versión en inglés fue grabada simultáneamente por la canadiense Loreena McKennitt.

### AVy nominación al Grammy Latino
En mayo de 2012, Ana Victoria lanzó su segundo material discográfico, titulado ”AV”, el cual fue grabado en México, y mezclado y masterizado en Los Ángeles, California. En esta ocasión coprodujo junto con mexicano Axel Dupeyron, logrando una fusión de sonidos electrónicos y alternativos que Axel conocía a la perfección, combinado con el estilo melódico de Ana Victoria. El sencillo más exitoso del disco fue una versión moderna de la aclamada canción de Diego Verdaguer, Yo no lloro por llorar, la cual tuvo gran éxito en Colombia, Ecuador y Venezuela en la década de los 70. Este sencillo se posicionó en tan sólo tres semanas en el Top 20 de la radio mexicana y se mantuvo durante tres meses. Le siguieron los sencillos Nada y Perdón, dos canciones de su autoría.
En noviembre de 2012, Ana Victoria celebró su primera alfombra roja en la prestigiosa entrega de premios Latin Grammy. Fue anunciada por el cantante colombiano Juanes, bajo la categoría “Mejor Nuevo Artista”.

### La exitosa eraColor Amor
Roberto López -CEO de Sony Music México- le propuso hacer un disco donde se viera su talento en vivo. La propuesta se consolidó en un proyecto con el propósito de que Ana Victoria mostrara su gran capacidad vocal, y fue precisamente la versión de “Yo no lloro por llorar” la inspiración para la selección del nuevo repertorio.
Con la colaboración del músico y compositor Alejandro Marcovich (Caifanes) y su padre Diego Verdaguer, Ana Victoria grabó en los estudios de Sony Music México un CD+DVD en vivo titulado Color Amor, con el cual rindió homenaje a grandes personajes de la música latina, como: Juan Gabriel, Marco Antonio Solís, Álvaro Carrillo, Julio Iglesias, Ricardo Montaner, Enanitos Verdes, José José, Sandro de América, Espinoza Paz, y dos temas en inglés, de Lenny Kravitz y Michael Jackson (en este último interpretando en la batería). Varios de los intérpretes o autores de estas canciones, han sido personajes muy cercanos en su vida personal. Este repertorio nunca antes había sido interpretado por una mujer. También incluyó como bonus track el tema “Mi buen corazón” de su madre Amanda Miguel.
A tan solo dos semanas del lanzamiento, Color Amor se colocó en el puesto número 4 de ventas a nivel nacional y durante un año se logró mantener en los 100 discos más vendidos del país. En marzo de 2014, fue acreedora a un Disco de Oro por más de 30,000 copias vendidas, certificado por AMPROFON.
Su gira de conciertos, el Tour Color Amor, inició en septiembre de 2013 en el Teatro Diana de Guadalajara. Desde entonces, se ha presentado en importantes escenarios como el Palenque de León, la Feria de Zacatecas, el Complejo Cultural Universitario de Puebla, el Festival Internacional Cervantino Barroco de Chiapas, el Museo del Vino de Ensenada, la Feria de Sacramento, California, el House of Blues de Los Ángeles, y la Feria de San Marcos, en donde superó su propio récord de audiencia con más de 13,000 espectadores. Con el Tour Color Amor, Ana Victoria se ha presentado ante más de 50,000 personas en toda la República Mexicana y Estados Unidos.

### Debut en teatro y promoción internacional
En 2014, Ana Victoria demostró su capacidad histriónica participando en más de 100 representaciones del aclamado musical de Broadway Godspell, como uno de los personajes estelares. Compartió el escenario con José Ron, Alex Sirvent y Óscar Schwebel, en el recién inaugurado Teatro Milán de la Ciudad de México.
A mediados de 2014, su carrera comenzó a expandirse en territorio americano. Promovió el sencillo “Si mañana no me ves” en versión pop y bachata simultáneamente. Durante julio y septiembre de 2014, realizó una extensa gira de promoción en Puerto Rico, Miami, California y Chicago. En noviembre, el sencillo llegó al puesto número 16 de audiencia en el chart Pop / Rhythmic de Monitor Latino, destacando entre artistas como: Enrique Iglesias, Ricky Martin, Ricardo Arjona, Luis Fonsi, Marco Antonio Solís, Pepe Aguilar, Chayanne, Natalia Jiménez, Shakira, Camila, Gloria Trevi y Thalía.
En julio de 2015, lanzó el sencillo “Beso de consolación”, una canción inédita de ritmo latino. En noviembre, desafió a las autoridades del zócalo de la Ciudad de México improvisando una presentación pública del sencillo.
A finales de 2015, compartió el escenario con la cantante de rock Alejandra Guzmán, abriéndole sus presentaciones en varias ciudades de Estados Unidos.

### Reina de mi Mundo, 10˙ Aniversario y múltiples giras
En octubre de 2017, Ana Victoria lanzó su cuarto álbum de estudio, titulado Reina de mi Mundo. En la producción del disco, que incluye canciones inéditas en español e inglés, Ana Victoria trabajó al lado de Marcus Nand y Miguel España, con quienes experimentó la influencia de distintos géneros musicales como el tango, la música mexicana, el country, y la bossa nova. El álbum cuenta con la participación de legendarios músicos de la industria discográfica como Jamie Muhoberac, Coco Trivisonno y Tal Bergman, y fue mezclado por Tony Phillips.
Para el video del primer sencillo del disco, titulado “La Reina”, Ana Victoria trabajó con el vlogger y activista LGBT Idan Matalon, y provocó controversia al incluir la participación de varias imitadoras drag de grandes divas de la música, incluyendo a su madre, Amanda Miguel. Debido a su mensaje de inclusión por la diversidad, “La Reina” se convirtió en el nuevo himno para la comunidad LGBT y Ana Victoria se presentó en varios festivales, incluyendo el Los Angeles Pride, y la Marcha del Orgullo Gay de la Ciudad de México.
El segundo sencillo “Ella te Quiere” fue una balada pop con tintes de música mexicana, y estuvo acompañado de un magnífico video musical, con el cual Ana Victoria colaboró con el director californiano Darius Wilhere. Ha sido uno de los videos más vistos en su carrera, alcanzando más de 4 millones de reproducciones en YouTube.
En noviembre de 2017, Ana Victoria realizó por primera vez una gira de presentaciones en conjunto con su madre Amanda Miguel, comenzando en Oakland, y continuando en varias ciudades de Estados Unidos. Mi Buen Corazón Tour estuvo dedicada a la comunidad LGBT, en agradecimiento a su apoyo en la carrera de ambas cantantes. La gira fue apoyada por el lanzamiento del sencillo “Mi Buen Corazón”, en una versión bachata cantada a dueto, producida por el reconocido productor cubano Rayner Marrero, quien también colaboró con figuras como Prince Royce. Madre e hija viajaron a Cuba para grabar el video del sencillo.
Para celebrar su primera década de carrera musical, Ana Victoria anunció que sería empresaria de su nueva gira Reina de mi Mundo Tour, y publicó en su tienda en línea una línea de joyería y el libro “Reina de mi Mundo: Edición de Colección”, el cual incluye fotos exclusivas, letras de las canciones escritas por ella misma a mano, anécdotas del proceso de grabación del disco, y poemas de sus fanes, que fueron elegidos a través de un concurso por internet. Al igual que la gira anterior, Reina de mi Mundo Tour dio inicio en el Teatro Diana de Guadalajara, y continuó en el Lunario del Auditorio Nacional de la Ciudad de México en febrero de 2018.
Simultáneamente, Ana Victoria confirmó su participación en la gira 2018-2019 Siempre Juntos junto a sus padres, Amanda Miguel y Diego Verdaguer. Se han presentado en más de 30 ciudades en Estados Unidos, incluyendo Los Ángeles, San Francisco, Seattle, Portland, Las Vegas, San Diego, Salt Lake City, Denver, Phoenix, Nueva York, Atlanta, y Chicago. La gira fue recomendada por la revista Forbes en su edición americana.

## Influencia digital
En octubre de 2016, Ana Victoria estrenó el blog anavictoria.com en el cual escribe personalmente artículos de estilo de vida, moda, música, superación personal, viajes, y otros temas de interés común.
Una parte elemental del blog es la producción de "Music Fashion Stories", videos en los cuales Ana Victoria colabora con productores musicales, cineastas y diseñadores de moda europeos de alta costura. 
El 4 de diciembre de 2016, lanzó el sencillo "Otoño" como parte de esta serie. La canción fue producida por David Snow y el video fue dirigido por Darius Steven Wilhere, en Napa Valley, California.

## Participaciones especiales
Debido a su versatilidad, ha sido tomada en cuenta para participar como invitada a importantes proyectos en la industria musical mexicana:
- En noviembre de 2012, grabó al lado de Christian Chávez, la canción “Más vale tarde que nunca”.
- Grabó el éxito “Simplemente amor” a dueto con Erik Rubín en marzo de 2013.
- En octubre de 2013, cantó dos temas al lado del cantautor peruano Gian Marco, en el concierto Autores en el Lunario del Auditorio Nacional.
- En el CD+DVD Grandes Éxitos de las Sonoras, interpretó al lado de la original Sonora Santanera el éxito “Tu Voz”, originalmente traído a la fama por Celia Cruz en la década de los sesenta. Debido al éxito, la Sonora Santanera invitó a Ana Victoria a cantar el tema en su concierto por el 60 aniversario de la agrupación, en el Auditorio Nacional en abril de 2015.
- Grabó el bolero “Contigo en la distancia” a dueto con Carlos Cuevas para el disco La voz del bolero.
- Formó parte de Dancing Queens, un disco tributo al grupo sueco ABBA, con puras colaboraciones femeninas como María José, Fey y Belanova, en el cual Ana Victoria interpretó uno de los más aclamados temas del grupo: "The winner takes it all”.

## Altruismo
Incursionó en el área altruista en 2014 como vocera de Traigamos el orgullo puesto, una campaña auspiciada por la fundación Hermes Music, que consiste en proveer de educación musical a la comunidad Huichol de Jalisco.
Traigamos el orgullo puesto también ha sido representada por grandes figuras internacionales, como Carlos Santana, Deepak Chopra, BB King, Shakira, Elton John y Paul McCartney.
En 2015, colaboró nuevamente con la fundación Hermes Music y CONACULTA en el programa Despierta México, el cual fomenta la cultura y educación musical en comunidades de bajos recursos.
En noviembre de 2016, participó en el tema #DóndeEstáElAmor Archivado el 20 de diciembre de 2016 en Wayback Machine. junto al grupo estadounidense The Black Eyed Peas y más de 50 artistas latinos reunidos para cantar un mensaje de igualdad y antirracismo. La canción fue estrenada en vivo durante los Premios de la Radio, en el Dolby Theatre de Hollywood. Todas las ganancias recaudadas por la venta de la canción, están destinadas a la fundación i.am angel Foundation, en apoyo a la educación de jóvenes.

## Discografía
| Álbumes de estudio - 2007: Ready - 2012: AV - 2013: Color Amor - 2017: Reina de mi Mundo Álbumes en vivo - 2009: Ana Victoria: En Vivo | Sencillos - 2007: Siempre pude ver - 2008: PD te amo - 2009: La sombra de este amor - 2012: Yo no lloro por llorar - 2012: Nada - 2013: Perdón - 2013: Simplemente amor (con Erik Rubín) - 2013: Si mañana no me ves - 2014: Lamento boliviano - 2014: Almohada - 2015: Beso de consolación - 2016: Otoño - 2017: La Reina - 2018: Ella Te Quiere - 2019: Un Poco Más (Cocktail Version) |